# ОШ 25. мај Доња Лопушња
ОШ „25. мај” у Доњој Лопушњи, једна је од установа основног образовања на територији општине Власотинце, формирана као четврторазредна школа, школске 1911/12. године и радила је на описмењавању под именом „Лопушња”.

## Оснивање школе
Ту школу су похаћали редовни ученици као и одрасли грађани, без обзира на године старости. Похађали су је, углавном, редовни ученици и одрасли, махом мушког пола, са територије засеока Лопушње (касније подељена на: Горњу и Доњу ) и околних села (садашње) општине Власотинце: Самарница, Лопушња, Ћелиште, Равна Гора, Острц и Градиште.

## Школа током Другог светског рата
На овај начин школа је радила све до Другог светског рата. Најездом окупатора (Бугара и Немаца) на територији школе и околних села Бугари су од 1941. до 15. маја 1945. године у згради школе формирали војну управу, а школа је функционисала у отажавајућим околностима, али рад није прекидала, него је настава реализована по приватним кућама мештана. Граница коју је окупаторски режим поставио у Лопушњи делила је засеоке и околна села тако да су поједини ученици школовање наставили у селу Јастребац, а други део у приватној кући угледног мештана Јовановић Данила у Доњој Лопушњи. Напуштањем школске зграде 1945. године од стране окупатота, Бугара, исту спаљују до темеља. Вољом грађана, исте године, подигнута је садашња постојећа зграда и од септембра исте године, отпочела је наставни процес у образовању како мушке тако и женске популације ученика.

## Послератни период
Школа и даље наставља рад под именом школа „Лопушња” све до 1950. године, када је ушла у састав ОШ „Синиша Јанић” из Власотинца и проширила наставни процес у оквиру осмогодишњег школовања. Школске 1964/65. године уводи се једно одељење петог разреда због великог прихвата, односно прилива ученика из околних села других општина: Лесковац – села Виље Коло, Ново Село, Палојце; Црна Трава – село Бистрица.
Школа је у том времену радила са 240 ученика у две смене, поподневна за нижу, а преподневна за вишу наставу. Године 1967. школа стиче самосталност, издвајањем из састава ОШ „Синиша Јанић” из Власотинца. Под новим називом ОШ „25. мај” Доња Лопушња, школа самостално ради са великим бројем ученика и два истурена одељења у селу Горња Лопушњи и селу Градишту, све до 1980. године, када због миграције становништва број ученика постаје све мањи. 
Године 2002. школске просторије кухиње и сале за физичко васпитање са архивом школе изгореле су у пожару, а на истом месту саграђене су нове просторије: кухина са трпезаријом, пратеће просторије за смештај ученика и боравак, предвиђене за „Школа у природи“. Тренутно школа функционише само у матичној школи у селу Доња Лопушња са 8 ученика, а своју будућност види у реализацији основног програма васпитно-образовног процеса и  реализацији програма ШКОЛЕ У „Школа у природи“.